# Ed Miliband
Ed Miliband   (Londres, 24 de desembre de 1969) és un polític britànic, líder del Partit Laborista britànic entre 2010 i 2015. Va ser triat diputat a 37 anys i va ser responsable d'energia dels laboristes des que van passar a l'oposició. Es defineix a ell mateix com a més esquerrà que el seu germà, el laborista David Miliband, al qual va guanyar en eleccions primàries a la quarta ronda amb el 50,65% dels vots enfront del 49,35%.

## Biografia
Nascut a Londres, Miliband es va graduar a la Universitat d'Oxford i a la London School of Economics. Va començar com a analista del Partit Laborista per a després esdevenir un home de confiança de Gordon Brown.
Gordon Brown, com a primer ministre del Regne Unit, va nomenar Miliband Canceller del Ducat de Lancaster i ministre de l'Oficina de Gabinet el 28 de juny del 2007. Miliband va ser nomenat el 3 octubre del 2008 secretari d'Estat d'Energia i Canvi Climàtic, càrrec de nova creació i que va ocupar fins a l'11 de maig de 2010.

## Liderat del partit Laborista
El 14 de maig del 2010, Miliband va anunciar que es presentaria com a candidat al lideratge del Partit laborista, just després de la dimissió de Gordon Brown tres dies abans. Va iniciar la campanya en la London School of Economics i 62 diputats laboristes li van donar el seu aval. Els altres candidats van ser Diane Abbott, Ed Balls, Andy Burnham i el seu germà major David Miliband.
El 23 de maig, Neil Kinnock, antic líder laborista, va anunciar que recolzaria la campanya de Miliband per a esdevenir el nou líder del partit, i va dir que "tenia la capacitat d'inspirar la gent" i que tenia "valors profunds i l'habilitat "d'alçar" la gent". Entre altres suports de Miliband va destacar Roy Hattersley. El 9 de juny, el terme per a presentar els avals necessaris per a les eleccions internes, Miliband comptava amb el 24% dels suports del grup parlamentari laborista, el doble del que necessitava. En setembre, va rebre el suport de 6 sindicats, entre ells l'Unite i l'UNISON, de 151 circumscripcions laboristes, de 3 organitzacions socialistes afiliades al partit, i de la meitat dels eurodiputats laboristes.
El 25 de setembre de 2010, va ser elegit Líder del Partit Laborista amb el suport del 50,65% dels vots; van ser unes eleccions primàries molt ajustades que van durar quatre mesos i en les quals el seu germà, David Miliband, va obtenir un 49,35% dels vots. En guanyar les primàries, va afirmar que els seus objectius serien les prioritats tradicionals dels laboristes, especialment la reducció de les diferències entre rics i pobres.
El seu mandat com a líder laborista es va caracteritzar per un canvi cap a l'esquerra en les polítiques del seu partit sota la marca "One Nation Labor" i per l'oposició a les retallades del sector de la coalició conservador-liberal-demòcrata liberal. Va dirigir el seu partit a diverses eleccions, incloses les eleccions al Parlament Europeu de 2014. Després de la derrota laborista per part del partit conservador a les eleccions de 2015, Miliband va anunciar la seva renúncia com a líder el 8 de maig del 2015. Va ser succeït després de les eleccions al lideratge per Jeremy Corbyn.

## Després del lideratge laborista
Milliband va seguir com a diputat, mantenint l'escó en les eleccions de 2017 i 2019.